# Pseudoligosita fuscipennis
Pseudoligosita fuscipennis är en stekelart som först beskrevs av Girault 1912.  Pseudoligosita fuscipennis ingår i släktet Pseudoligosita och familjen hårstrimsteklar. Inga underarter finns listade i Catalogue of Life.